# Les Loges (Alta Marna)
Les Loges è un comune francese di 137 abitanti situato nel dipartimento dell'Alta Marna nella regione del Grand Est.

## Società

### Evoluzione demografica
Abitanti censiti